# Casino Konstanz

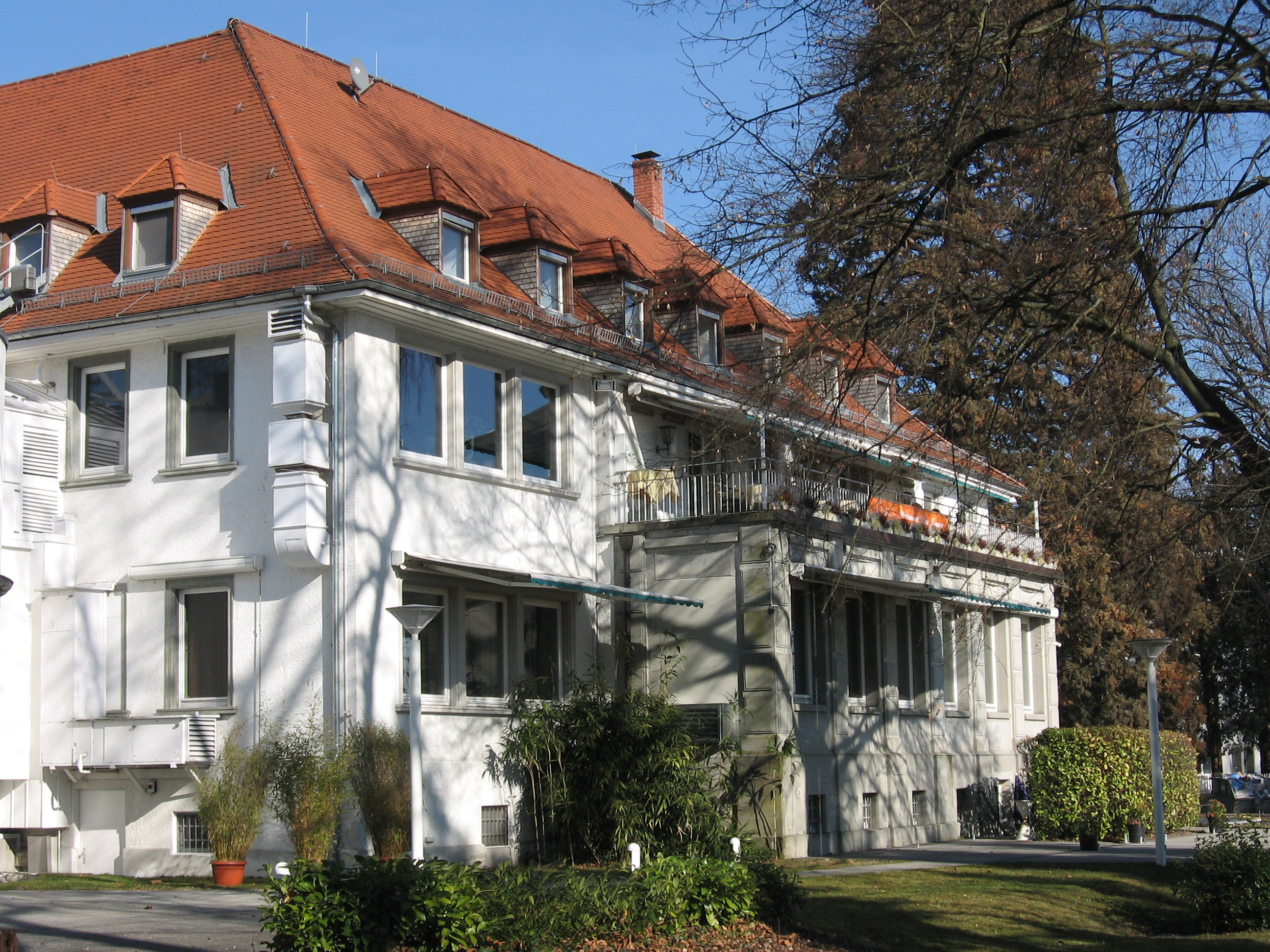
Casino Konstanz

Das Casino Konstanz ist eine Spielbank in der Seestraße 21 am Ufer des Bodensees im Ortsteil Petershausen-Ost in Konstanz. Betreiber ist die Baden-Württembergische Spielbank GmbH & Co KG, die ihrerseits eine 100%ige Tochterfirma des Landes Baden-Württemberg ist.

## Geschichte
Das Casino Konstanz wurde 1949/1950 von der Stadt Konstanz gegründet und nahm den Spielbetrieb im Juni 1951 auf. Sitz ist die ehemalige Villa der jüdischen Familie Rothschild. Die Villa wurde enteignet, an die Familie zurückgegeben und anschließend von dieser an die Stadt Konstanz verkauft. Das Casino-Gebäude wurde in der Frontlänge erweitert und eine Terrasse mit Seeblick angelegt.

## Kundschaft
Als grenznahe Spielbank zur Schweiz hatte das Casino Konstanz durch seine Politik der höheren Geld-Einsätze einen Standortvorteil zu den Schweizer Spielcasinos. Der Anteil der Schweizer Gäste an der Gesamtkundschaft beträgt zwischen 50 und 60 Prozent. Konstanzer Bürgern war das Spielen zunächst verboten.

## Spielbetrieb
Im Casino Konstanz werden eine Vielzahl an unterschiedlichen Casinospielen angeboten. Hierzu zählt sowohl das sogenannte „große Spiel“, wie Blackjack, Roulette und unterschiedliche Casino-Poker Varianten. Des Weiteren werden 133 Spielautomaten angeboten. Dies wird auch als „kleines Spiel“ bezeichnet. Je nach Spielautomat beträgt der Mindesteinsatz hier zwischen einem Cent und einem Euro. Die Auszahlungsraten liegen laut Casino bei 95 % bis 97 %. Auszahlungen hoher Gewinne finden direkt am Spielautomaten statt, können jedoch diskret erfolgen.

## Einnahmen aus dem Spielbetrieb
Das Casino wurde im Jahr 2019 von 111.000 Gästen besucht. Im Jahr 2014 wurden über 17 Millionen EUR als Bruttospiel-Ertrag (Differenz zwischen Spieleinsatz und Gewinn) erzielt. Vom Bruttospielergebnis gingen 90 % an das Finanzamt des Landes Baden-Württemberg. Konstanz als Standortgemeinde erhielt 3,5 Millionen EUR als Abgabe und konnte so Projekte wie den Ausbau des Schwimmbades Hörnle und des Bodenseestadions und kulturelle Projekte finanzieren.

## Konkurrenz
Dem Spielcasino wird Konkurrenz durch die Casinos in St. Gallen, Schaffhausen, Baden, Zürich, Pfäffikon, Bregenz und Lindau sowie durch private Spielhallen und Online-Glücksspiel gemacht.

## Schließung wegen der Corona-Pandemie
Das Casino war vom 13. März bis Mitte 2020 wegen der Corona-Pandemie geschlossen.